# ヴェロニカ・トゥリスコ
ヴェロニカ・トゥリスコ（Veronika Trisko、1981年 - ）は、オーストリアのピアニスト。ウィーン生まれ。

## キャリア
5歳の頃より、ウィーンおよびドイツのヤマハ・ヨーロッパにてピアノ・作曲のレッスンを受ける。幼少の頃よりドイツ各地、チェスケー・ブジェヨヴィツェ（チェコ）、ブダペスト（ハンガリー）、ミラノ（イタリア）などでコンサート活動を行い、彼女自身による作品も披露した。
1993年からウィーン国立音楽大学ピアノ科準備課程に在籍し、アルマ・ザウアーに師事。2001年修了。同年より、同大学ピアノ演奏科にてクリストフ・ベルナー、マーティン・ヒューズに師事。
また、彼女のピアノ・デュオ（Klavierduo Gröbner & Trisko）のパートナーであるヨハンナ・グロブナーと共に、ウィーン音楽院（Konservatorium Wien Privatuniversität、かつてのウィーン市立音楽大学）ピアノ室内楽科にてクラウス・クリスティアン・シュスターに師事し、2005年に満場一致の最優秀成績にて卒業。その後も多くの講習会に参加し、アンドラーシュ・シフ、パウル・バドゥラ＝スコダ、ピアノドゥオ タール＆グレートゥイセン、マリアレーナ・フェルナンデス、アキレ・デル＝ヴィニュら多くの音楽家より貴重な示唆を受けている。
これまでにアメリカ、メキシコ、コロンビア、フランス、ドイツ、イタリア、ハンガリー、日本にて演奏旅行を行っている。